# Лукина (Катайський район)
Лу́кина (рос. Лукина) — присілок у складі Катайського району Курганської області, Росія. Входить до складу Шутинської сільської ради.
Населення — 145 осіб (2010, 205 у 2002).
Національний склад станом на 2002 рік: росіяни — 86 %.